# San Antonio de Bayushig
San Antonio de Bayushig, oder kurz: Bayushig, ist eine Ortschaft und eine Parroquia rural („ländliches Kirchspiel“) im Kanton Penipe der ecuadorianischen Provinz Chimborazo. Die Parroquia besitzt eine Fläche von 3,9 km². Die Einwohnerzahl lag im Jahr 2010 bei 1101.

## Lage
Die Parroquia San Antonio de Bayushig liegt im Anden-Hochtal von Ecuador. Das Verwaltungsgebiet befindet sich an einem Hang oberhalb des Ostufers des nach Norden fließenden Río Chambo. Es liegt in Höhen zwischen 2730 m und 3040 m. Der 2760 m hoch gelegene Hauptort befindet sich 2,5 km nordnordöstlich vom Kantonshauptort Penipe.
Die Parroquia San Antonio de Bayushig grenzt im Osten an die Parroquia Matus sowie im Süden, im Westen und im Norden an die Parroquia Penipe.

## Geschichte
Die Parroquia San Antonio de Bayushig wurde im Jahr 1954 gegründet.